# Mirosław Handke

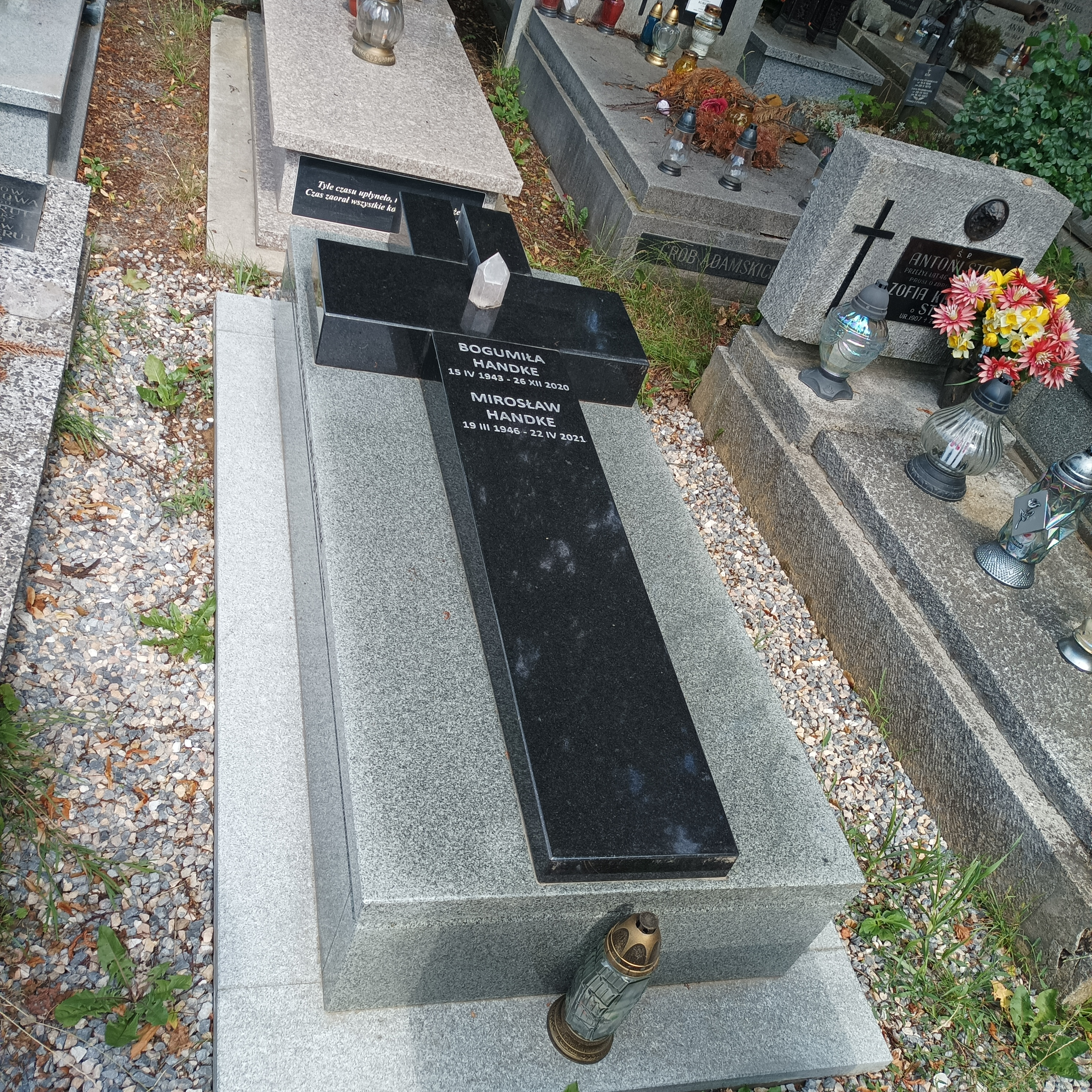
Grób Mirosława Handkego na cmentarzu przy ul. Prandoty

Mirosław Józef Handke (ur. 19 marca 1946 w Lesznie, zm. 22 kwietnia 2021 w Krakowie) – polski chemik, nauczyciel akademicki i polityk, profesor nauk chemicznych, specjalista w zakresie spektroskopii oscylacyjnej i fizykochemii krzemianów, rektor Akademii Górniczo-Hutniczej w Krakowie (1993–1998), minister edukacji narodowej w rządzie Jerzego Buzka (1997–2000).

## Życiorys
Syn Bronisława i Franciszki. Ukończył w 1969 studia na Wydziale Matematyczno-Fizyczno-Chemicznym Uniwersytetu Jagiellońskiego, po których rozpoczął pracę na Akademii Górniczo-Hutniczej na stanowisku młodszego asystenta. W 1974 obronił doktorat na AGH i został przeniesiony na stanowisko adiunkta. W 1981 był przewodniczącym Komisji Zakładowej NSZZ „Solidarność” w Akademii Górniczo-Hutniczej. W 1985 uzyskał stopień naukowy doktora habilitowanego i nominowany na stanowisko docenta.
Od 1988 do 1991 kierował Zakładem Chemii Krzemianów AGH, który sam zorganizował. W tym samym czasie był też zastępcą dyrektora Instytutu Inżynierii Materiałowej. W latach 1990–1993 pełnił funkcję prodziekana Wydziału Inżynierii Materiałowej, w 1992 został profesorem nadzwyczajnym, a w 1993 otrzymał tytuł profesora nauk chemicznych. W latach 1991–1993 ponownie był kierownikiem Zakładu Chemii Krzemianów, następnie do 1996 i ponownie od 2000 do 2012 zajmował stanowisko kierownika powstałej na bazie tego zakładu Katedry Chemii Krzemianów i Związków Wielkocząsteczkowych. W latach 1993–1998 pełnił funkcję rektora AGH (wybierany w 1993 i 1996).
W 1986 zasiadł w Komisji Nauk Ceramicznych Polskiej Akademii Nauk, a w 1994 w Komisji Chemii PAN. Pełnił też funkcję wiceprzewodniczącego Kolegium Rektorów Szkół Wyższych Krakowa w latach 1993–1997. Opublikował około 100 prac naukowych z dziedziny fizykochemii krzemianów i spektroskopii oscylacyjnej.
Od 31 października 1997 do 20 lipca 2000 z ramienia Akcji Wyborczej Solidarność pełnił funkcję ministra edukacji narodowej w rządzie Jerzego Buzka. Był autorem reformy systemu oświaty z 1999. Nowy system zastąpił obowiązującą od 1968 dwustopniową strukturę szkolnictwa, wprowadzając trzyletnie gimnazja, w których naukę rozpoczynano po ukończeniu sześciu klas szkoły podstawowej. Minister współtworzył też projekt nowych egzaminów maturalnych, które zastąpiły egzaminy na studia. Podał się do dymisji z powodu błędu w oszacowaniu przez resort kosztów podwyżki dla nauczycieli – budżet nie przewidział na ten cel dodatkowych 700 mln złotych.
Został pochowany na Cmentarzu Rakowickim w Krakowie (cmentarzu wojskowym przy ul. Prandoty, kw. LXXXIII/8/2).

## Odznaczenia i wyróżnienia
Postanowieniem prezydenta Bronisława Komorowskiego w 2011 został odznaczony Krzyżem Kawalerskim Orderu Odrodzenia Polski. Udekorowany został 4 czerwca tego samego roku przez Katarzynę Hall. Podczas uroczystości dekoracji doszło do incydentu. Mirosław Handke po wpięciu mu orderu w klapę marynarki oświadczył, że jest zaskoczony i przez zaskoczenie złamał zasadę nieprzyjmowania odznaczeń, po czym order odpiął.
W 2019 prezydent Andrzej Duda nadał mu Krzyż Oficerski Orderu Odrodzenia Polski.
Otrzymał także tytuł honorowego obywatela Jarosławia (1999).